# Mravnik
Mravnik je brdo jugozapadno od sela Perković, pokraj Šibenika. Najviši vrh je na visini od 503 m i s njega se pruža pogled sve do Kornata.
Sjeverno od brda se nalazi selo Perković, a uz sjeverne obronke brda prolazi željeznička pruga Perković - Šibenik. Južno od brda je selo Mravnica, odakle je ujedno i najlakši pristup samom vrhu. Brda koja okružuju Mravnik su Srdašce (sjever), Trovro (istok) i Praća (jug, jugoistok).